# Inde aux Jeux olympiques d'été de 2024
L'Inde participe aux Jeux olympiques de 2024 à Paris. Il s'agit de sa 26e participation à des Jeux olympiques d'été.
En mars 2024, le pongiste Sharath Kamal est nommé porte-drapeau de la délégation tandis que la  boxeuse Mary Kom est nommée chef de mission ; cette dernière se retire en avril 2024, invoquant des raisons personnelles. Elle est remplacée le 8 juillet 2024 par le tireur sportif Gagan Narang ; dans le même temps, la joueuse de badminton Pusarla Venkata Sindhu est nommée porte-drapeau aux côtés de Sharath Kamal.

## Nombre d’athlètes qualifiés par sport
La délégation compte 117 athlètes (70 hommes et 47 femmes).
Voici la liste des qualifiés et sélectionnés indiens par sport (remplaçants compris) :
| Sport             | Hommes | Femmes | Total |
| ----------------- | ------ | ------ | ----- |
| Athlétisme        |        |        | 29    |
| Aviron            | 1      | -      | 1     |
| Badminton         | 4      | 3      | 7     |
| Boxe              |        |        | 6     |
| Équitation        | 1      | -      | 1     |
| Golf              | 2      | 2      | 4     |
| Haltérophilie     | -      | 1      | 1     |
| Hockey sur gazon  | 16     | -      | 16    |
| Judo              | -      | 1      | 1     |
| Lutte             |        |        | 6     |
| Natation sportive | 1      | 1      | 2     |
| Tennis            | 3      | -      | 3     |
| Tennis de table   |        |        | 6     |
| Tir               |        |        | 21    |
| Tir à l'arc       |        |        | 6     |
| Voile             |        |        | 2     |
| Total             |        |        | 112   |

## Bilan général
| Sport            | Médaille d'or, Jeux olympiques | Médaille d'argent, Jeux olympiques | Médaille de bronze, Jeux olympiques | Total | Rang pays |
| ---------------- | ------------------------------ | ---------------------------------- | ----------------------------------- | ----- | --------- |
| Athlétisme       | -                              | 1                                  | -                                   | 1     |           |
| Hockey sur gazon | -                              | -                                  | 1                                   | 1     |           |
| Lutte            | -                              | -                                  | 1                                   | 1     |           |
| Tir              | -                              | -                                  | 3                                   | 3     | 14        |
| Total            | 0                              | 1                                  | 5                                   | 6     | 64        |

| Jour       | Médaille d'or, Jeux olympiques | Médaille d'argent, Jeux olympiques | Médaille de bronze, Jeux olympiques | Total |
| ---------- | ------------------------------ | ---------------------------------- | ----------------------------------- | ----- |
| 28 juillet | -                              | -                                  | 1                                   | 1     |
| 30 juillet | -                              | -                                  | 1                                   | 1     |
| 1er août   | -                              | -                                  | 1                                   | 1     |
| 8 août     | -                              | 1                                  | 1                                   | 2     |
| 9 août     | 0                              | -                                  | 1                                   | 1     |
| Total      | 0                              | 1                                  | 5                                   | 6     |

| Sexe   | Médaille d'or, Jeux olympiques | Médaille d'argent, Jeux olympiques | Médaille de bronze, Jeux olympiques | Total |
| ------ | ------------------------------ | ---------------------------------- | ----------------------------------- | ----- |
| Hommes | 0                              | 1                                  | 3                                   | 4     |
| Femmes | 0                              | 0                                  | 1                                   | 1     |
| Mixte  | 0                              | 0                                  | 1                                   | 1     |
| Total  | 0                              | 1                                  | 5                                   | 6     |

## Médaillés
| Sport      | Discipline                 | Athlète(s)    | Performance | Date        |
| ---------- | -------------------------- | ------------- | ----------- | ----------- |
| Athlétisme | lancer du javelot masculin | Neeraj Chopra | 89,45       | 8 août 2024 |

| Sport            | Discipline                          | Athlète(s) | Performance               | Date            |
| ---------------- | ----------------------------------- | --- | ------------------------- | --------------- |
| Tir              | Pistolet à 10 m air comprimé femmes | Manu Bhaker | 221,7                     | 28 juillet 2024 |
| Tir              | Pistolet à 10 m air comprimé mixte  | Manu Bhaker Sarabjot Singh | 16                        | 30 juillet 2024 |
| Tir              | Carabine à 50 m 3 positions hommes  | Swapnil Kusale | 451,4                     | 1er août 2024   |
| Hockey sur gazon | Tournoi masculin                    | - Jarmanpreet Singh - Abhishek Nain - Manpreet Singh - Hardik Singh - Gurjant Singh - Sanjay Dabra - Mandeep Singh - Harmanpreet Singh - Lalit Upadhyay - P. R. Sreejesh - Sumit Walmiki - Shamsher Singh - Raj Kumar Pal - Amit Rohidas - Vivek Prasad - Sukhjeet Singh | Espagne Victoire 2-1      | 8 août 2024     |
| Lutte            | Lutte libre Moins de 57 kg hommes   | Aman Sehrawat | Darian Cruz Victoire 13-5 | 9 août 2024     |

## Résultats

### Athlétisme

#### Hommes
| Athlètes | Épreuve          | Premier tour (ou tour préliminaire) | Premier tour (ou tour préliminaire) | Repêchage (ou premier tour) | Repêchage (ou premier tour) | Demi-finales | Demi-finales | Finale | Finale |
| Athlètes | Épreuve          | Temps                               | Rang                                | Temps                       | Rang                        | Temps        | Rang         | Temps  | Rang   |
| -------- | ---------------- | ----------------------------------- | ----------------------------------- | --------------------------- | --------------------------- | ------------ | ------------ | ------ | ------ |
|          | 100 m            |                                     | e                                   |                             | e                           |              | e            |        | e      |
|          | 200 m            |                                     | e                                   |                             | e                           |              | e            |        | e      |
|          | 400 m            |                                     | e                                   |                             | e                           |              | e            |        | e      |
|          | 800 m            |                                     | e                                   |                             | e                           |              | e            |        | e      |
|          | 1 500 m          |                                     | e                                   |                             | e                           |              | e            |        | e      |
|          | 5 000 m          |                                     | e                                   | Non disputé                 | Non disputé                 | Non disputé  | Non disputé  |        | e      |
|          | 10 000 m         | Non disputé                         | Non disputé                         | Non disputé                 | Non disputé                 | Non disputé  | Non disputé  |        | e      |
|          | Marathon         | Non disputé                         | Non disputé                         | Non disputé                 | Non disputé                 | Non disputé  | Non disputé  |        | e      |
|          | 110 m haies      |                                     | e                                   |                             | e                           |              | e            |        | e      |
|          | 400 m haies      |                                     | e                                   |                             | e                           |              | e            |        | e      |
|          | 3 000 m steeple  |                                     | e                                   | Non disputé                 | Non disputé                 | Non disputé  | Non disputé  |        | e      |
|          | Relais 4 × 100 m |                                     | e                                   | Non disputé                 | Non disputé                 | Non disputé  | Non disputé  |        | e      |
|          | Relais 4 × 400 m |                                     | e                                   | Non disputé                 | Non disputé                 | Non disputé  | Non disputé  |        | e      |
|          | 20 km marche     | Non disputé                         | Non disputé                         | Non disputé                 | Non disputé                 | Non disputé  | Non disputé  |        | e      |

| Athlètes | Épreuve           | Qualification | Qualification | Finale      | Finale |
| Athlètes | Épreuve           | Performance   | Rang          | Performance | Rang   |
| -------- | ----------------- | ------------- | ------------- | ----------- | ------ |
|          | Saut en hauteur   | m             | e             | m           | e      |
|          | Saut à la perche  | m             | e             | m           | e      |
|          | Saut en longueur  | m             | e             | m           | e      |
|          | Triple saut       | m             | e             | m           | e      |
|          | Lancer du poids   | m             | e             | m           | e      |
|          | Lancer du disque  | m             | e             | m           | e      |
|          | Lancer du marteau | m             | e             | m           | e      |
|          | Lancer du javelot | m             | e             | m           | e      |

| Athlètes | Épreuve  | 100 m | SL | LP | SH | 400 m | 110 m H | LD | SP | LJ | 1 500 m | Total | Rang |
| -------- | -------- | ----- | -- | -- | -- | ----- | ------- | -- | -- | -- | ------- | ----- | ---- |
|          | Résultat |       | m  | m  | m  |       |         | m  | m  | m  |         |       | e    |
| Points   |          |       |    |    |    |       |         |    |    |    |         |       | e    |

#### Femmes
| Athlètes | Épreuve          | Premier tour (ou tour préliminaire) | Premier tour (ou tour préliminaire) | Repêchage (ou premier tour) | Repêchage (ou premier tour) | Demi-finales | Demi-finales | Finale | Finale |
| Athlètes | Épreuve          | Temps                               | Rang                                | Temps                       | Rang                        | Temps        | Rang         | Temps  | Rang   |
| -------- | ---------------- | ----------------------------------- | ----------------------------------- | --------------------------- | --------------------------- | ------------ | ------------ | ------ | ------ |
|          | 100 m            |                                     | e                                   |                             | e                           |              | e            |        | e      |
|          | 200 m            |                                     | e                                   |                             | e                           |              | e            |        | e      |
|          | 400 m            |                                     | e                                   |                             | e                           |              | e            |        | e      |
|          | 800 m            |                                     | e                                   |                             | e                           |              | e            |        | e      |
|          | 1 500 m          |                                     | e                                   |                             | e                           |              | e            |        | e      |
|          | 5 000 m          |                                     | e                                   | Non disputé                 | Non disputé                 | Non disputé  | Non disputé  |        | e      |
|          | 10 000 m         | Non disputé                         | Non disputé                         | Non disputé                 | Non disputé                 | Non disputé  | Non disputé  |        | e      |
|          | Marathon         | Non disputé                         | Non disputé                         | Non disputé                 | Non disputé                 | Non disputé  | Non disputé  |        | e      |
|          | 100 m haies      |                                     | e                                   |                             | e                           |              | e            |        | e      |
|          | 400 m haies      |                                     | e                                   |                             | e                           |              | e            |        | e      |
|          | 3 000 m steeple  |                                     | e                                   | Non disputé                 | Non disputé                 | Non disputé  | Non disputé  |        | e      |
|          | Relais 4 × 100 m |                                     | e                                   | Non disputé                 | Non disputé                 | Non disputé  | Non disputé  |        | e      |
|          | Relais 4 × 400 m |                                     | e                                   | Non disputé                 | Non disputé                 | Non disputé  | Non disputé  |        | e      |
|          | 20 km marche     | Non disputé                         | Non disputé                         | Non disputé                 | Non disputé                 | Non disputé  | Non disputé  |        | e      |

| Athlètes | Épreuve           | Qualification | Qualification | Finale      | Finale |
| Athlètes | Épreuve           | Performance   | Rang          | Performance | Rang   |
| -------- | ----------------- | ------------- | ------------- | ----------- | ------ |
|          | Saut en hauteur   | m             | e             | m           | e      |
|          | Saut à la perche  | m             | e             | m           | e      |
|          | Saut en longueur  | m             | e             | m           | e      |
|          | Triple saut       | m             | e             | m           | e      |
|          | Lancer du poids   | m             | e             | m           | e      |
|          | Lancer du disque  | m             | e             | m           | e      |
|          | Lancer du marteau | m             | e             | m           | e      |
|          | Lancer du javelot | m             | e             | m           | e      |

| Athlètes | Épreuve  | 100 m H | SH | LP | 200 m | SL | LJ | 800 m | Total | Rang |
| -------- | -------- | ------- | -- | -- | ----- | -- | -- | ----- | ----- | ---- |
|          | Résultat |         | m  | m  |       | m  | m  |       |       | e    |
| Points   |          |         |    |    |       |    |    |       |       | e    |

#### Mixte
| Athlètes | Épreuve          | Premier tour | Premier tour | Finale | Finale |
| Athlètes | Épreuve          | Temps        | Rang         | Temps  | Rang   |
| -------- | ---------------- | ------------ | ------------ | ------ | ------ |
|          | Relais 4 × 400 m |              | e            |        | e      |
|          | 35 km marche     | Non disputé  | Non disputé  |        | e      |

### Aviron
| Athlètes | Compétition                | Série | Série | Repêchage | Repêchage | Quart de finale | Quart de finale | Demi-finale | Demi-finale | Finale | Finale |
| Athlètes | Compétition                | Temps | Rang  | Temps     | Rang      | Temps           | Rang            | Temps       | Rang        | Temps  | Rang   |
| -------- | -------------------------- | ----- | ----- | --------- | --------- | --------------- | --------------- | ----------- | ----------- | ------ | ------ |
|          | Skiff                      |       | e     |           | e         |                 | e               |             | e           |        | e      |
|          | Deux de couple             |       | e     |           | e         | Non disputé     | Non disputé     |             | e           |        | e      |
|          | Deux de couple poids léger |       | e     |           | e         | Non disputé     | Non disputé     |             | e           |        | e      |
|          | Quatre de couple           |       | e     |           | e         | Non disputé     | Non disputé     | Non disputé | Non disputé |        | e      |
|          | Deux sans barreur          |       | e     |           | e         | Non disputé     | Non disputé     |             | e           |        | e      |
|          | Quatre sans barreur        |       | e     |           | e         | Non disputé     | Non disputé     | Non disputé | Non disputé |        | e      |
|          | Huit                       |       | e     |           | e         | Non disputé     | Non disputé     | Non disputé | Non disputé |        | e      |

| Athlètes | Compétition                | Série | Série | Repêchage | Repêchage | Quart de finale | Quart de finale | Demi-finale | Demi-finale | Finale | Finale |
| Athlètes | Compétition                | Temps | Rang  | Temps     | Rang      | Temps           | Rang            | Temps       | Rang        | Temps  | Rang   |
| -------- | -------------------------- | ----- | ----- | --------- | --------- | --------------- | --------------- | ----------- | ----------- | ------ | ------ |
|          | Skiff                      |       | e     |           | e         |                 | e               |             | e           |        | e      |
|          | Deux de couple             |       | e     |           | e         | Non disputé     | Non disputé     |             | e           |        | e      |
|          | Deux de couple poids léger |       | e     |           | e         | Non disputé     | Non disputé     |             | e           |        | e      |
|          | Quatre de couple           |       | e     |           | e         | Non disputé     | Non disputé     | Non disputé | Non disputé |        | e      |
|          | Deux sans barreur          |       | e     |           | e         | Non disputé     | Non disputé     |             | e           |        | e      |
|          | Quatre sans barreur        |       | e     |           | e         | Non disputé     | Non disputé     | Non disputé | Non disputé |        | e      |
|          | Huit                       |       | e     |           | e         | Non disputé     | Non disputé     | Non disputé | Non disputé |        | e      |

### Badminton
| Athlètes                              | Compétition   | Phase de groupes               | Phase de groupes             | Phase de groupes                    | Phase de groupes | 1/8e de finale   | Quarts de finale | Demi-finales     | Finale / 3e place | Finale / 3e place |
| Athlètes                              | Compétition   | Adversaire Score               | Adversaire Score             | Adversaire Score                    | Rang             | Adversaire Score | Adversaire Score | Adversaire Score | Adversaire Score  | Rang              |
| ------------------------------------- | ------------- | ------------------------------ | ---------------------------- | ----------------------------------- | ---------------- | ---------------- | ---------------- | ---------------- | ----------------- | ----------------- |
| H.S. Prannoy                          | Simple hommes | Fabian Roth                    | Lê Đức Phát                  | Non disputé                         | e du gr. ...     |                  |                  |                  |                   |                   |
| Lakshya Sen                           | Simple hommes | Kevin Cordón                   | Julien Carraggi              | Jonatan Christie                    | e du gr. ...     |                  |                  |                  |                   |                   |
| Pusarla Venkata Sindhu                | Simple dames  | Fathimath Nabaaha Abdul Razzaq | Kristin Kuuba                | Non disputé                         | e du gr. ...     |                  |                  |                  |                   |                   |
| Satwiksairaj Rankireddy Chirag Shetty | Double hommes | Mark Lamsfuß Marvin Seidel     | Ronan Labar Lucas Corvée     | Fajar Alfian Muhammad Rian Ardianto | e du gr. ...     | Non disputé      | /                | /                | /                 |                   |
| Tanisha Crasto Ashwini Ponnappa       | Double dames  | Kim So-yeong Kong Hee-yong     | Nami Matsuyama Chiharu Shida | Setyana Mapasa Angela Yu            | e du gr. ...     | Non disputé      | /                | /                | /                 |                   |

### Basket-ball
| Épreuve          | Phase de groupe  | Phase de groupe  | Phase de groupe  | Phase de groupe | Quart de finale  | Demi-finale      | Finale / MB      | Rang |
| Épreuve          | Adversaire Score | Adversaire Score | Adversaire Score | Rang            | Adversaire Score | Adversaire Score | Adversaire Score | Rang |
| ---------------- | ---------------- | ---------------- | ---------------- | --------------- | ---------------- | ---------------- | ---------------- | ---- |
| Tournoi masculin |                  |                  |                  | e               |                  |                  |                  | e    |
| Tournoi féminin  |                  |                  |                  | e               |                  |                  |                  | e    |

| Épreuve          | Phase de poules  | Phase de poules  | Phase de poules  | Phase de poules  | Phase de poules  | Phase de poules  | Phase de poules  | Phase de poules | Quart de finale  | Demi-finale      | Finale / MB      | Rang |
| Épreuve          | Adversaire Score | Adversaire Score | Adversaire Score | Adversaire Score | Adversaire Score | Adversaire Score | Adversaire Score | Rang            | Adversaire Score | Adversaire Score | Adversaire Score | Rang |
| ---------------- | ---------------- | ---------------- | ---------------- | ---------------- | ---------------- | ---------------- | ---------------- | --------------- | ---------------- | ---------------- | ---------------- | ---- |
| Tournoi masculin |                  |                  |                  |                  |                  |                  |                  | e               |                  |                  |                  | e    |
| Tournoi féminin  |                  |                  |                  |                  |                  |                  |                  | e               |                  |                  |                  | e    |

### Boxe
| Athlètes | Catégorie                   | 1/16e de finale     | 1/8e de finale      | Quart de finale     | Demi-finale         | Finale              | Rang |
| Athlètes | Catégorie                   | Adversaire Résultat | Adversaire Résultat | Adversaire Résultat | Adversaire Résultat | Adversaire Résultat | Rang |
| -------- | --------------------------- | ------------------- | ------------------- | ------------------- | ------------------- | ------------------- | ---- |
|          | Poids mouches (-51 kg)      |                     |                     |                     |                     |                     | e    |
|          | Poids plumes (-57 kg)       |                     |                     |                     |                     |                     | e    |
|          | Poids légers (-63,5 kg)     |                     |                     |                     |                     |                     | e    |
|          | Poids welters (-71 kg)      |                     |                     |                     |                     |                     | e    |
|          | Poids mi-lourds (-80 kg)    |                     |                     |                     |                     |                     | e    |
|          | Poids lourds (-92 kg)       |                     |                     |                     |                     |                     | e    |
|          | Poids super-lourds (+92 kg) |                     |                     |                     |                     |                     | e    |

| Athlètes | Catégorie              | 1/16e de finale     | 1/8e de finale      | Quart de finale     | Demi-finale         | Finale              | Rang |
| Athlètes | Catégorie              | Adversaire Résultat | Adversaire Résultat | Adversaire Résultat | Adversaire Résultat | Adversaire Résultat | Rang |
| -------- | ---------------------- | ------------------- | ------------------- | ------------------- | ------------------- | ------------------- | ---- |
|          | Poids mouches (-50 kg) |                     |                     |                     |                     |                     | e    |
|          | Poids coqs (-54 kg)    |                     |                     |                     |                     |                     | e    |
|          | Poids plumes (-57 kg)  |                     |                     |                     |                     |                     | e    |
|          | Poids légers (-60 kg)  |                     |                     |                     |                     |                     | e    |
|          | Poids welters (-66 kg) |                     |                     |                     |                     |                     | e    |
|          | Poids moyens (-75 kg)  |                     |                     |                     |                     |                     | e    |

### Canoë-kayak

#### Course en ligne
| Athlète | Compétition | Séries | Séries | Quarts de finale | Quarts de finale | Demi-finales | Demi-finales | Finales A, B, C | Finales A, B, C |
| Athlète | Compétition | Temps  | Rang   | Temps            | Rang             | Temps        | Rang         | Temps           | Rang            |
| ------- | ----------- | ------ | ------ | ---------------- | ---------------- | ------------ | ------------ | --------------- | --------------- |
|         | C1 1 000 m  |        | e      |                  | e                |              | e            |                 | e               |
|         | C2 500 m    |        | e      |                  | e                |              | e            |                 | e               |
|         | K1 1 000 m  |        | e      |                  | e                |              | e            |                 | e               |
|         | K2 500 m    |        | e      |                  | e                |              | e            |                 | e               |
|         | K4 500 m    |        | e      | Non disputé      | Non disputé      |              | e            |                 | e               |

| Athlète | Compétition | Séries | Séries | Quarts de finale | Quarts de finale | Demi-finales | Demi-finales | Finales A, B, C | Finales A, B, C |
| Athlète | Compétition | Temps  | Rang   | Temps            | Rang             | Temps        | Rang         | Temps           | Rang            |
| ------- | ----------- | ------ | ------ | ---------------- | ---------------- | ------------ | ------------ | --------------- | --------------- |
|         | C1 200 m    |        | e      |                  | e                |              | e            |                 | e               |
|         | C2 500 m    |        | e      |                  | e                |              | e            |                 | e               |
|         | K1 500 m    |        | e      |                  | e                |              | e            |                 | e               |
|         | K2 500 m    |        | e      |                  | e                |              | e            |                 | e               |
|         | K4 500 m    |        | e      | Non disputé      | Non disputé      |              | e            |                 | e               |

#### Slalom
| Athlète | Compétition | Éliminatoires | Éliminatoires | Éliminatoires | Éliminatoires | Éliminatoires  | Éliminatoires | Demi-finales | Demi-finales | Finale | Finale |
| Athlète | Compétition | Manche 1      | Manche 1      | Manche 2      | Manche 2      | Meilleur temps | Rang          | Demi-finales | Demi-finales | Finale | Finale |
| Athlète | Compétition | Temps         | Rang          | Temps         | Rang          | Meilleur temps | Rang          | Temps        | Rang         | Temps  | Rang   |
| ------- | ----------- | ------------- | ------------- | ------------- | ------------- | -------------- | ------------- | ------------ | ------------ | ------ | ------ |
|         | C1 hommes   |               | e             |               | e             |                | e             |              | e            |        | e      |
|         | K1 hommes   |               | e             |               | e             |                | e             |              | e            |        | e      |
|         | C1 femmes   |               | e             |               | e             |                | e             |              | e            |        | e      |
|         | K1 femmes   |               | e             |               | e             |                | e             |              | e            |        | e      |

| Athlète | Compétition | Contre-la-montre | Contre-la-montre | Séries | Quarts de finale | Demi- finales | Finale |
| Athlète | Compétition | Temps            | Rang             | Rang   | Rang             | Rang          | Rang   |
| ------- | ----------- | ---------------- | ---------------- | ------ | ---------------- | ------------- | ------ |
|         | KX1 hommes  |                  | e                | e      | e                | e             | e      |
|         | KX1 femmes  |                  | e                | e      | e                | e             | e      |

| Athlète | Compétition | Quarts de finale | Quarts de finale | Quarts de finale | Quarts de finale | Quarts de finale | Repêchage | Repêchage | Demi-finales | Demi-finales | Demi-finales | Demi-finales | Demi-finales | Finale | Finale |
| Athlète | Compétition | Manche 1         | Manche 2         | Manche 3         | Résultat         | Rang             | Temps     | Rang      | Manche 1     | Manche 2     | Manche 3     | Résultat     | Rang         | Temps  | Rang   |
| ------- | ----------- | ---------------- | ---------------- | ---------------- | ---------------- | ---------------- | --------- | --------- | ------------ | ------------ | ------------ | ------------ | ------------ | ------ | ------ |
|         | Hommes      | e                | e                | e                |                  | e                |           | e         | e            | e            | e            |              | e            |        | e      |
|         | Femmes      | e                | e                | e                |                  | e                |           | e         | e            | e            | e            |              | e            |        | e      |

### Équitation
| Athlète | Cheval | Compétition | Grand Prix | Grand Prix | Grand Prix Spécial | Grand Prix Spécial | Grand Prix Spécial | Grand Prix Freestyle | Grand Prix Freestyle | Grand Prix Freestyle | Total | Total |
| Athlète | Cheval | Compétition | Score      | Rang       | Score              | Total              | Rang               | Score                | Total                | Rang                 | Score | Rang  |
| ------- | ------ | ----------- | ---------- | ---------- | ------------------ | ------------------ | ------------------ | -------------------- | -------------------- | -------------------- | ----- | ----- |
|         | ...    | Par équipes |            | e          |                    |                    | e                  | Non disputé          | Non disputé          | Non disputé          |       | e     |
|         |        | Individuel  |            | e          | Non disputé        | Non disputé        | Non disputé        |                      |                      | e                    |       | e     |

| Athlète | Cheval | Compétition | Qualification | Qualification | Qualification | Qualification | Qualification | Finale    | Finale    | Finale    | Finale | Finale |
| Athlète | Cheval | Compétition | Pénalités     | Pénalités     | Pénalités     | Temps         | Rang          | Pénalités | Pénalités | Pénalités | Temps  | Rang   |
| Athlète | Cheval | Compétition | Saut          | Temps         | Total         | Temps         | Rang          | Saut      | Temps     | Total     | Temps  | Rang   |
| ------- | ------ | ----------- | ------------- | ------------- | ------------- | ------------- | ------------- | --------- | --------- | --------- | ------ | ------ |
|         | ...    | Par équipes | ...           | ...           |               |               | e             | ...       | ...       |           |        | e      |
|         |        | Individuel  |               |               |               |               | e             |           |           |           |        | e      |

| Athlète | Cheval | Compétition | Dressage  | Dressage | Cross-country | Cross-country | Cross-country | Saut d'obstacles | Saut d'obstacles | Saut d'obstacles | Saut d'obstacles | Saut d'obstacles | Saut d'obstacles | Total     | Total |
| Athlète | Cheval | Compétition | Dressage  | Dressage | Cross-country | Cross-country | Cross-country | Qualification    | Qualification    | Qualification    | Finale           | Finale           | Finale           | Total     | Total |
| Athlète | Cheval | Compétition | Pénalités | Rang     | Pénalités     | Total         | Rang          | Pénalités        | Total            | Rang             | Pénalités        | Total            | Rang             | Pénalités | Rang  |
| ------- | ------ | ----------- | --------- | -------- | ------------- | ------------- | ------------- | ---------------- | ---------------- | ---------------- | ---------------- | ---------------- | ---------------- | --------- | ----- |
|         | ...    | Par équipes |           | e        |               |               | e             |                  |                  | e                |                  |                  | e                |           | e     |
|         |        | Individuel  |           | e        |               |               | e             |                  |                  | e                |                  |                  | e                |           | e     |

### Football
| Épreuve          | Premier tour     | Premier tour     | Premier tour     | Premier tour | Quart de finale  | Demi-finale      | Finale / MB      | Rang |
| Épreuve          | Adversaire Score | Adversaire Score | Adversaire Score | Rang         | Adversaire Score | Adversaire Score | Adversaire Score | Rang |
| ---------------- | ---------------- | ---------------- | ---------------- | ------------ | ---------------- | ---------------- | ---------------- | ---- |
| Tournoi masculin |                  |                  |                  | e            |                  |                  |                  | e    |
| Tournoi féminin  |                  |                  |                  | e            |                  |                  |                  | e    |

### Haltérophilie
| Athlète | Compétition     | Arraché  | Arraché | Épaulé-jeté | Épaulé-jeté | Total | Rang |
| Athlète | Compétition     | Résultat | Rang    | Résultat    | Rang        | Total | Rang |
| ------- | --------------- | -------- | ------- | ----------- | ----------- | ----- | ---- |
|         | Moins de 61 kg  | kg       | e       | kg          | e           | kg    | e    |
|         | Moins de 73 kg  | kg       | e       | kg          | e           | kg    | e    |
|         | Moins de 89 kg  | kg       | e       | kg          | e           | kg    | e    |
|         | Moins de 102 kg | kg       | e       | kg          | e           | kg    | e    |
|         | Plus de 102 kg  | kg       | e       | kg          | e           | kg    | e    |

| Athlète | Compétition    | Arraché  | Arraché | Épaulé-jeté | Épaulé-jeté | Total | Rang |
| Athlète | Compétition    | Résultat | Rang    | Résultat    | Rang        | Total | Rang |
| ------- | -------------- | -------- | ------- | ----------- | ----------- | ----- | ---- |
|         | Moins de 49 kg | kg       | e       | kg          | e           | kg    | e    |
|         | Moins de 59 kg | kg       | e       | kg          | e           | kg    | e    |
|         | Moins de 71 kg | kg       | e       | kg          | e           | kg    | e    |
|         | Moins de 81 kg | kg       | e       | kg          | e           | kg    | e    |
|         | Plus de 81 kg  | kg       | e       | kg          | e           | kg    | e    |

| Épreuve          | Premier tour     | Premier tour     | Premier tour     | Premier tour     | Premier tour     | Premier tour | Quart de finale  | Demi-finale      | Finale / MB      | Rang |
| Épreuve          | Adversaire Score | Adversaire Score | Adversaire Score | Adversaire Score | Adversaire Score | Rang         | Adversaire Score | Adversaire Score | Adversaire Score | Rang |
| ---------------- | ---------------- | ---------------- | ---------------- | ---------------- | ---------------- | ------------ | ---------------- | ---------------- | ---------------- | ---- |
| Tournoi masculin |                  |                  |                  |                  |                  | e            |                  |                  |                  | e    |
| Tournoi féminin  |                  |                  |                  |                  |                  | e            |                  |                  |                  | e    |

### Hockey sur gazon
| Épreuve          | Premier tour                  | Premier tour      | Premier tour         | Premier tour         | Premier tour           | Premier tour | Quart de finale                    | Demi-finale           | Finale / MB         | Rang                                |
| Épreuve          | Adversaire Score              | Adversaire Score  | Adversaire Score     | Adversaire Score     | Adversaire Score       | Rang         | Adversaire Score                   | Adversaire Score      | Adversaire Score    | Rang                                |
| ---------------- | ----------------------------- | ----------------- | -------------------- | -------------------- | ---------------------- | ------------ | ---------------------------------- | --------------------- | ------------------- | ----------------------------------- |
| Tournoi masculin | Nouvelle-Zélande Victoire 3-2 | Argentine Nul 1-1 | Irlande Victoire 2-0 | Belgique Défaite 1-2 | Australie Victoire 3-2 | 2e           | Grande-Bretagne Victoire 1-1 (4-2) | Allemagne Défaite 2-3 | Espagne Victoir 3-2 | Médaille de bronze, Jeux olympiques |

### Judo
| Athlète | Compétition     | 1er tour            | 2e tour             | Quart de finale     | Demi-finale         | Repêchage           | Finale / CB         | Rang |
| Athlète | Compétition     | Adversaire Résultat | Adversaire Résultat | Adversaire Résultat | Adversaire Résultat | Adversaire Résultat | Adversaire Résultat | Rang |
| ------- | --------------- | ------------------- | ------------------- | ------------------- | ------------------- | ------------------- | ------------------- | ---- |
|         | Moins de 60 kg  |                     |                     |                     |                     |                     |                     | e    |
|         | Moins de 66 kg  |                     |                     |                     |                     |                     |                     | e    |
|         | Moins de 73 kg  |                     |                     |                     |                     |                     |                     | e    |
|         | Moins de 81 kg  |                     |                     |                     |                     |                     |                     | e    |
|         | Moins de 90 kg  |                     |                     |                     |                     |                     |                     | e    |
|         | Moins de 100 kg |                     |                     |                     |                     |                     |                     | e    |
|         | Plus de 100 kg  |                     |                     |                     |                     |                     |                     | e    |

| Athlète | Compétition    | 1er tour            | 2e tour             | Quart de finale     | Demi-finale         | Repêchage           | Finale / CB         | Rang |
| Athlète | Compétition    | Adversaire Résultat | Adversaire Résultat | Adversaire Résultat | Adversaire Résultat | Adversaire Résultat | Adversaire Résultat | Rang |
| ------- | -------------- | ------------------- | ------------------- | ------------------- | ------------------- | ------------------- | ------------------- | ---- |
|         | Moins de 48 kg |                     |                     |                     |                     |                     |                     | e    |
|         | Moins de 52 kg |                     |                     |                     |                     |                     |                     | e    |
|         | Moins de 57 kg |                     |                     |                     |                     |                     |                     | e    |
|         | Moins de 63 kg |                     |                     |                     |                     |                     |                     | e    |
|         | Moins de 70 kg |                     |                     |                     |                     |                     |                     | e    |
|         | Moins de 78 kg |                     |                     |                     |                     |                     |                     | e    |
|         | Plus de 78 kg  |                     |                     |                     |                     |                     |                     | e    |

| Athlètes | Huitième de finale  | Quart de finale     | Demi-finale         | Repêchage           | Finale / CB         | Rang |
| Athlètes | Adversaire Résultat | Adversaire Résultat | Adversaire Résultat | Adversaire Résultat | Adversaire Résultat | Rang |
| -------- | ------------------- | ------------------- | ------------------- | ------------------- | ------------------- | ---- |
|          |                     |                     |                     |                     |                     | e    |

### Lutte
| Athlète | Compétition     | Huitièmes de finale | Quart de finale     | Demi-finale         | Repêchage           | Finale / CB         | Rang |
| Athlète | Compétition     | Adversaire Résultat | Adversaire Résultat | Adversaire Résultat | Adversaire Résultat | Adversaire Résultat | Rang |
| ------- | --------------- | ------------------- | ------------------- | ------------------- | ------------------- | ------------------- | ---- |
|         | Moins de 57 kg  |                     |                     |                     |                     |                     | e    |
|         | Moins de 65 kg  |                     |                     |                     |                     |                     | e    |
|         | Moins de 74 kg  |                     |                     |                     |                     |                     | e    |
|         | Moins de 86 kg  |                     |                     |                     |                     |                     | e    |
|         | Moins de 97 kg  |                     |                     |                     |                     |                     | e    |
|         | Moins de 125 kg |                     |                     |                     |                     |                     | e    |

| Athlète | Compétition    | Huitièmes de finale | Quart de finale     | Demi-finale         | Repêchage           | Finale / CB         | Rang |
| Athlète | Compétition    | Adversaire Résultat | Adversaire Résultat | Adversaire Résultat | Adversaire Résultat | Adversaire Résultat | Rang |
| ------- | -------------- | ------------------- | ------------------- | ------------------- | ------------------- | ------------------- | ---- |
|         | Moins de 50 kg |                     |                     |                     |                     |                     | e    |
|         | Moins de 53 kg |                     |                     |                     |                     |                     | e    |
|         | Moins de 57 kg |                     |                     |                     |                     |                     | e    |
|         | Moins de 62 kg |                     |                     |                     |                     |                     | e    |
|         | Moins de 68 kg |                     |                     |                     |                     |                     | e    |
|         | Moins de 76 kg |                     |                     |                     |                     |                     | e    |

| Athlète | Compétition     | Huitièmes de finale | Quart de finale     | Demi-finale         | Repêchage           | Finale / CB         | Rang |
| Athlète | Compétition     | Adversaire Résultat | Adversaire Résultat | Adversaire Résultat | Adversaire Résultat | Adversaire Résultat | Rang |
| ------- | --------------- | ------------------- | ------------------- | ------------------- | ------------------- | ------------------- | ---- |
|         | Moins de 60 kg  |                     |                     |                     |                     |                     | e    |
|         | Moins de 67 kg  |                     |                     |                     |                     |                     | e    |
|         | Moins de 77 kg  |                     |                     |                     |                     |                     | e    |
|         | Moins de 87 kg  |                     |                     |                     |                     |                     | e    |
|         | Moins de 97 kg  |                     |                     |                     |                     |                     | e    |
|         | Moins de 130 kg |                     |                     |                     |                     |                     | e    |

### Natation
| Athlète | Épreuve   | Séries | Séries | Demi-finales | Demi-finales | Finale | Finale |
| Athlète | Épreuve   | Temps  | Rang   | Temps        | Rang         | Temps  | Rang   |
| ------- | --------- | ------ | ------ | ------------ | ------------ | ------ | ------ |
|         | 100 m dos |        | e      |              | e            |        | e      |

| Athlète | Épreuve          | Séries | Séries | Demi-finales | Demi-finales | Finale | Finale |
| Athlète | Épreuve          | Temps  | Rang   | Temps        | Rang         | Temps  | Rang   |
| ------- | ---------------- | ------ | ------ | ------------ | ------------ | ------ | ------ |
|         | 200 m nage libre |        | e      |              | e            |        | e      |

### Tennis
| Joueur (n° de tête de série) | Compétition | 1/32e de finale     | 1/16e de finale     | 1/8e de finale      | Quarts de finale    | Demi-finales        | Finale / MB         |
| Joueur (n° de tête de série) | Compétition | Adversaire Résultat | Adversaire Résultat | Adversaire Résultat | Adversaire Résultat | Adversaire Résultat | Adversaire Résultat |
| ---------------------------- | ----------- | ------------------- | ------------------- | ------------------- | ------------------- | ------------------- | ------------------- |
| ()                           | Messieurs   |                     |                     |                     |                     |                     |                     |
| ()                           | Dames       |                     |                     |                     |                     |                     |                     |

| Joueurs (n° de tête de série) | Compétition | 1/16e de finale      | 1/8e de finale       | Quarts de finale     | Demi-finales         | Finale / MB          |
| Joueurs (n° de tête de série) | Compétition | Adversaires Résultat | Adversaires Résultat | Adversaires Résultat | Adversaires Résultat | Adversaires Résultat |
| ----------------------------- | ----------- | -------------------- | -------------------- | -------------------- | -------------------- | -------------------- |
| ()                            | Messieurs   | /                    | /                    | /                    | /                    | /                    |
| ()                            | Dames       | /                    | /                    | /                    | /                    | /                    |
| ()                            | Mixte       | /                    | /                    | /                    | /                    | /                    |

### Tennis de table
| Athlète(s) (n° de tête de série) | Compétition      | Tour préliminaire   | 1er tour            | 2e tour             | 3e tour             | 4e tour             | Quart de finale     | Demi-finale         | Finale / MB         | Rang |
| Athlète(s) (n° de tête de série) | Compétition      | Adversaire(s) Score | Adversaire(s) Score | Adversaire(s) Score | Adversaire(s) Score | Adversaire(s) Score | Adversaire(s) Score | Adversaire(s) Score | Adversaire(s) Score | Rang |
| -------------------------------- | ---------------- | ------------------- | ------------------- | ------------------- | ------------------- | ------------------- | ------------------- | ------------------- | ------------------- | ---- |
| Sharath Kamal Achanta (24)       | Simple messieurs | Dispensé            | Non disputé         | Deni Kožul          |                     |                     |                     |                     |                     | e    |
| Harmeet Desai (49)               | Simple messieurs | Zaid Abo Yaman      | Non disputé         |                     |                     |                     |                     |                     |                     | e    |
| Sreeja Akula (16)                | Simple dames     | Dispensée           | Non disputé         | Christina Källberg  |                     |                     |                     |                     |                     | e    |
| Manika Batra (18)                | Simple dames     | Dispensée           | Non disputé         | Anna Hursey         |                     |                     |                     |                     |                     | e    |

| Athlètes (n° de tête de série)                                | Compétition           | Premier tour      | Quart de finale   | Demi-finale       | Finale / MB       | Rang |
| Athlètes (n° de tête de série)                                | Compétition           | Adversaires Score | Adversaires Score | Adversaires Score | Adversaires Score | Rang |
| ------------------------------------------------------------- | --------------------- | ----------------- | ----------------- | ----------------- | ----------------- | ---- |
| Sharath Kamal Achanta Harmeet Desai Manav Vikash Thakkar (14) | Par équipes messieurs | Chine             |                   |                   |                   | e    |
| Manika Batra Sreeja Akula Girish Archana Kamath (11)          | Par équipes dames     | États-Unis        |                   |                   |                   | e    |

### Tir
| Tireurs | Compétition                  | Qualification | Qualification | Finale | Finale |
| Tireurs | Compétition                  | Points        | Rang          | Points | Rang   |
| ------- | ---------------------------- | ------------- | ------------- | ------ | ------ |
|         | Pistolet à 10 m air comprimé |               | e             |        | e      |
|         | Pistolet à 25 m tir rapide   |               | e             |        | e      |
|         | Carabine à 10 m air comprimé |               | e             |        | e      |
|         | Carabine à 50 m 3 positions  |               | e             |        | e      |
|         | Fosse olympique              |               | e             |        | e      |
|         | Skeet                        |               | e             |        | e      |

| Tireuses | Compétition                  | Qualification | Qualification | Finale | Finale |
| Tireuses | Compétition                  | Points        | Rang          | Points | Rang   |
| -------- | ---------------------------- | ------------- | ------------- | ------ | ------ |
|          | Pistolet à 10 m air comprimé |               | e             |        | e      |
|          | Pistolet à 25 m              |               | e             |        | e      |
|          | Carabine à 10 m air comprimé |               | e             |        | e      |
|          | Carabine à 50 m 3 positions  |               | e             |        | e      |
|          | Fosse olympique              |               | e             |        | e      |
|          | Skeet                        |               | e             |        | e      |

| Tireurs | Compétition                  | Qualification 1 | Qualification 1 | Qualification 2 | Qualification 2 | Finale / MB          | Finale / MB |
| Tireurs | Compétition                  | Points          | Rang            | Points          | Rang            | Adversaires Résultat | Rang        |
| ------- | ---------------------------- | --------------- | --------------- | --------------- | --------------- | -------------------- | ----------- |
|         | Pistolet à 10 m air comprimé |                 | e               |                 | e               | /                    | e           |
|         | Carabine à 10 m air comprimé |                 | e               |                 | e               | /                    | e           |
|         | Skeet                        |                 | e               | Non disputé     | Non disputé     | /                    | e           |

### Tir à l'arc
| Athlète | Compétition | Tour préliminaire | Tour préliminaire | 1/32e de finale  | 1/16e de finale  | 1/8e de finale   | Quart de finale  | Demi-finale      | Finale / MB      | Rang |
| Athlète | Compétition | Score             | Rang              | Adversaire Score | Adversaire Score | Adversaire Score | Adversaire Score | Adversaire Score | Adversaire Score | Rang |
| ------- | ----------- | ----------------- | ----------------- | ---------------- | ---------------- | ---------------- | ---------------- | ---------------- | ---------------- | ---- |
|         | Hommes      |                   | e                 |                  |                  |                  |                  |                  |                  | e    |
|         | Femmes      |                   | e                 |                  |                  |                  |                  |                  |                  | e    |

| Athlètes | Compétition | Tour préliminaire | Tour préliminaire | 1/8e de finale    | Quart de finale   | Demi-finale       | Finale / MB       | Rang |
| Athlètes | Compétition | Score             | Rang              | Adversaires Score | Adversaires Score | Adversaires Score | Adversaires Score | Rang |
| -------- | ----------- | ----------------- | ----------------- | ----------------- | ----------------- | ----------------- | ----------------- | ---- |
|          | Hommes      |                   | e                 |                   |                   |                   |                   | e    |
|          | Femmes      |                   | e                 |                   |                   |                   |                   | e    |
|          | Mixte       |                   | e                 |                   |                   |                   |                   | e    |

### Voile
Nota : le résultat barré est le plus mauvais de l’athlète concerné. Il n’est pas pris en compte dans le total.
| Athlètes | Compétition  | Régates | Régates | Régates | Régates | Régates | Régates | Régates | Régates | Régates | Régates | Régates     | Régates     | Régates | Total net | Classement |
| Athlètes | Compétition  | 1       | 2       | 3       | 4       | 5       | 6       | 7       | 8       | 9       | 10      | 11          | 12          | CM      | Total net | Classement |
| -------- | ------------ | ------- | ------- | ------- | ------- | ------- | ------- | ------- | ------- | ------- | ------- | ----------- | ----------- | ------- | --------- | ---------- |
|          | Laser        |         |         |         |         |         |         |         |         |         |         | non disputé | non disputé |         |           | e          |
|          | 49er         |         |         |         |         |         |         |         |         |         |         |             |             |         |           | e          |
|          | IQFoil       |         |         |         |         |         |         |         |         |         |         |             |             |         |           | e          |
|          | Formula Kite |         |         |         |         |         |         |         |         |         |         |             |             |         |           | e          |

| Athlètes | Compétition  | Régates | Régates | Régates | Régates | Régates | Régates | Régates | Régates | Régates | Régates | Régates     | Régates     | Régates | Total net | Classement |
| Athlètes | Compétition  | 1       | 2       | 3       | 4       | 5       | 6       | 7       | 8       | 9       | 10      | 11          | 12          | CM      | Total net | Classement |
| -------- | ------------ | ------- | ------- | ------- | ------- | ------- | ------- | ------- | ------- | ------- | ------- | ----------- | ----------- | ------- | --------- | ---------- |
|          | Laser Radial |         |         |         |         |         |         |         |         |         |         | non disputé | non disputé |         |           | e          |
|          | 49er FX      |         |         |         |         |         |         |         |         |         |         |             |             |         |           | e          |
|          | IQFoil       |         |         |         |         |         |         |         |         |         |         |             |             |         |           | e          |
|          | Formula Kite |         |         |         |         |         |         |         |         |         |         |             |             |         |           | e          |

| Athlètes | Compétition | Régates | Régates | Régates | Régates | Régates | Régates | Régates | Régates | Régates | Régates | Régates     | Régates     | Régates | Total net | Classement |
| Athlètes | Compétition | 1       | 2       | 3       | 4       | 5       | 6       | 7       | 8       | 9       | 10      | 11          | 12          | CM      | Total net | Classement |
| -------- | ----------- | ------- | ------- | ------- | ------- | ------- | ------- | ------- | ------- | ------- | ------- | ----------- | ----------- | ------- | --------- | ---------- |
|          | Nacra 17    |         |         |         |         |         |         |         |         |         |         |             |             |         |           | e          |
|          | 470         |         |         |         |         |         |         |         |         |         |         | non disputé | non disputé |         |           | e          |